# サンダーガール!
『サンダーガール!』は、鈴木鈴による日本のライトノベル。イラストは片瀬優。電撃文庫（メディアワークス）より2005年7月から刊行されており本編は全て書き下ろしである。略称は「サンダガ」。
著者曰く「普通のお話」をコンセプトに、種々の要素を適度にちりばめるよう書かれている。本作では特に『ラブ』要素も盛り込むことを目指しており、主人公・ヒロイン・ライバルが全て女性なので見事にコミカルな百合的描写を含む作品となっている。
現在文庫本が第3巻まで発売されているほか、電撃hp41号に短編が掲載されている。

## ストーリー
『御座台（みくらだい）には様々な自然の力を自在に支配する天魂（まがたま）と、それらを操る依坐（よりまし）が存在する。』
東京から引っ越したばかりの神野メイは突然そんな突拍子もない話を打ち明けられる。しかも自分は引越し中の事故でその依坐になってしまったという。私は普通の高校生だ、とメイはその事実を拒否し続けるが事態はそれを許さず、天魂管理機関天総社（あまつかさのやしろ）、そしてまつろわぬものたちが弥が上にも“普通”の日常から彼女を引き離していく。
自身を依坐であることをなかなか認められない中で、メイは「依坐だからできること」に次第に気付いていく。周りの友達・日常を守るため、彼女はその力を受け入れていくのだった。

## 登場人物
神野 メイ（じんの めい）
東京から高校1年の2学期始めに御座台（みくらだい）に引っ越してきた女の子。引越し中の峠道で突然車内に飛び込んできたタケミカヅチの天魂碑に触れ、予期せずして『雷』の依坐（よりまし）になってしまう。自身は普通の女の子でありたいという願望が強く、依坐であることを頑なに拒んでいた。平均より身長は高く手足も長いため、スポーツ特に走ることがなによりも得意。東京には3人の仲の良い友達がいる。8月生まれ。
二度顕神（あらがみ）になりかけるがメイの現世への執着から現在のところ暴走は最小限に止められている。以後能力を制御するため依坐の訓練を受けることを承諾する。当初飲み込みは悪かったが、ハシバネ事件以降タケミカヅチの存在を認め、その上達ぶりには目を見張るものがある。
タケミカヅチ
『雷』の天魂（まがたま）。粗野な性格・話し方だがそこかしこにメイを気遣う節を見せる。自然界の電気を自在に操る能力を持つ。メイが電子機器や人体に触れることでそれらを操作することもでき、テレビ・CDプレイヤー・携帯電話などの端子を通じて声を出すこともできる。日本神話の神「建御雷神」に関連付けられる。以前はサカキという医者の依坐に憑いており、傍から見て気持ちが良いほどしっくりとはまっていたという（フツノミタマ談）。
楠木 マナ（くすのき まな）
メイの引っ越してきた家の隣に住むクラスメイトの女の子。背中まである黒髪が特徴的で背は少し低め。性格は人当たりがよく朗らか。感情の起伏が激しくメイの言動に一喜一憂している。実家は天総社（あまつかさのやしろ）に多くの人材を輩出してきた御座台の旧家で、父親も天総社本殿管理部部長であるため一般の生徒に比べ多少依坐などについての知識がある。メイと知り合ってからはなにかとまつろわぬものに襲撃されている“悪運”の持ち主。メイのことは親友と思っており、並々ならぬ好意を寄せている。
瀬川 ナナミ（せがわ ななみ）
メイのクラス(1B)のクラス委員で『水』の依坐。自分にも他人にも厳しく、現在友達と呼べるものはいない。自身が依坐であることに誇りを持っている。自分の自由に使える時間のほとんどを依坐の訓練に当てているが、未だ精神の鍛錬が未熟で実際の天総社の仕事に就いたことはない。15歳。
過去に濁流に呑まれた人を助けようとして助けられなかったことがあり、以来依坐である自分に対して極端に厳しい要求を突きつけるようになった。メイにもそれを強要している節が多分にあり、その結果1度メイを顕神させてしまった。現在形の上では訓練をしているメイを一部認め、対等に見ることができるようになってきている。タカヤは命の恩人であり、依坐としての師・初恋の対象でもあった。
ミツハノメ
『水』の天魂。自然界の水を自在に操ることができる。古風な話し方をするが性格は享楽的。日本神話の神「弥都波能売神」に関連付けられる。
庵堂 クロノ（あんどう くろの）
メイのクラス担任で国語科の教師。いつも黒づくめの服装、帽子、サングラスをしている。『闇』の依坐で、生まれつき眼が見えないが現在は「闇を視る」ことで知覚することができる。最強の依坐。5年前に恋人であるミコのあとを追って、一度顕神になりかけたがレイコに救われた。天総社から配給された「円を三等分したエンブレムの車」に乗っている。
ツクヨミ
『闇』の天魂。自然界にある闇を自在に操ることができる。その応用として影に接しているものを自由に『暗室』へと取り込むことができる。三貴神の一柱。日本神話の神「月讀命」に関連付けられる。
天条 レイコ（てんじょう れいこ）
天総社祭主で『意思』の依坐。装いは白で統一されており、普段は他人の意思を読まないよう手袋をはめている。自身の能力については人間が持つには強大すぎると感じており、オモイカネのことは嫌悪を通り越して憎悪している。庵堂のことを想っており、彼を『クロノ』と呼ぶ唯一の人間。表情の変化は非常にわかりづらく、庵堂以外にその心中を察することは困難である。
オモイカネ
『意思』の天魂。素肌で対象に触れることにより知的生命体の意思を自由に支配することができる。他者の意思を自分の欲望のまま支配するよう依坐に甘言を囁く。日本神話の神「思金神」に関連付けられる。
鼎 ユウ（かなえ ゆう）
『金属』の依坐。天総社第一分殿に「アトリエ」をもつ。容姿は中性的で髪は短く一人称は僕であるが、身体はれっきとした女性である。心の性別は不明。“仕事”の前など心を落ち着けたいときには無性に温かい飲み物が飲みたくなる。
フツノミタマ
『金属』の天魂。自然界にある金属を自由に操ることができる。心優しい女性で戦いを好まない性格。通常時は羽衣を纏った女神の姿だが、戦闘時の『鎧』を纏った形態はまさに戦乙女。タケミカヅチと親交が深い。日本神話の神「布都御魂大神」に関連付けられる。
桐山 ミズチ（きりやま みずち）
『土』の依坐。重度の放浪癖をもつ女性。いつもは人里離れた山奥に棲み、携帯ももっていないため天総社でもその正確な位置は把握していない。依坐としては優秀でその力が必要になるとどこからともなく現われ、問題が解決すると何も言わずふらりと立ち去る。声音はハスキーである。
サクヤヒメ
『土』の天魂。自然界にある土を自由に操ることができる。日本神話の神「木花咲耶姫」に関連付けられる（ただし神道では火・水または酒造の神とされており、ここでは山の神（オオヤマツミ）の娘であることから『土』の天魂としたと考えられる）。
岩室（いわむろ）
『岩』の依坐。普段はその能力をもって『磐戸（いわと）』の結界を管理している。
オオヤマツミ
『岩』の天魂。自然界にある岩を自由に操ることができる。日本神話の神「大山津見神」に関連付けられる。
上運天 イツキ（かみうんてん いつき）
『禍福』の依坐。高校生で性格は軽い。女の子が大好き。出席日数がギリギリだが本人はあまり気にしていない。依坐としては自分の考えでのみ動くことを信条としている。ヒノエとは気の合う友人で、学年はヒノエのひとつ先輩。
オオマガツヒ
『禍福』の天魂。自然界のありとあらゆる可能性を操ることができる。日本神話の神「大禍津日神」に関連付けられる。
穂村 ヒノエ（ほむら ひのえ）
『炎』の依坐。物静かな高校生で感情や思考をあまり表に出さない。イツキとは気の合う唯一の友人で、彼と同様自分の考えでしか動かず、与えられた仕事を淡々とこなす。イツキのひとつ後輩。
ヒノカグツチ
『炎』の天魂。自然界の火を自由に操ることができる。日本神話の神「火之迦具土神」に関連付けられる。
天条 ミコ（てんじょう みこ）
天条家の長女。庵堂とは恋人であったが、5年前発見された『天照』と書かれた天魂碑の依坐となることを志願。儀式の最中に暴走し顕神となる。その場にいた祭主代行の妹・レイコの判断により天魂碑保管庫の隠し部屋に封印される。
アマテラス
『光』の天魂。自らの光に触れた他の物質を侵す性質をもつが詳しい能力は不明。三貴神の一柱。日本神話の神「天照大御神」に関連付けられる。
沢村（さわむら）
天総社本殿管理部所属。がっしりとした体形。車の運転手をしてることが多い。最近は彼の運転する車がなにかと襲撃されることが多い。
両面宿儺（りょうめんすくな）
まつろわぬものの一種。身の丈は3m余りあり、褐色の肌に白い髪。ひとつの胴体に2つの顔を持つ。右側の『太郎面』は整った目鼻立ちの美形だが左側の『次郎面』は歯や鼻腔や眼球が剥き出しで白い血管が張り巡らされているような醜い容貌である。かつて手足はそれぞれ4本ずつあったが過去のタケミカヅチとの闘いにより足2本を失っている。性格は粘着質で単純な戦闘狂。自分を負かしたタケミカヅチに執着しており今一度決闘をしたいと考えている。
白檀（びゃくだん）
ハシバネのカラステングの物見頭。頭領である赤翼の息子で真っ白な翼をもつ。ハシバネとしての能力は他のものを圧倒し、幼いときからその力は危険視されていた。世界には自己と他者、強者と弱者しかいないと考えており、自分に逆らうものはことごとく捻じ伏せてきた。過去に黒曜が人間に傷つけられた折にハシバネの弱さを痛感し、天総社からの独立を決意するに至った。
黒曜（こくよう）
白檀配下のハシバネで物見役。幼い頃赤翼に引き取られ、物心ついたころから監視の名目で白檀と常にともに育てられた。ハシバネとしての能力は、過去に人間から翼に受けた傷の後遺症もあり最弱とされるが、忍耐力は並々ならぬものがあり精神の強さでいえば白檀を凌ぐ。白檀が唯一叩き潰そうにもつぶすことができない相手。心根は優しく、白檀のことを深く想っている。
赤翼（せきよく）
ハシバネの頭領。指導者としては凡庸だが、人材の育成を得意とし黒曜や蒼迅といった次代のハシバネを担う人員を多く育て上げた。白檀曰く「木のよう」であり実質的な指導権は白檀に移っていた。白檀の謀反によりその座を強制的に奪われ捕らえられるが、のちに天総社に助け出され再び頭領となった。
蒼迅（そうじん）
物見役のハシバネで白檀の副官。黒曜と同様に赤翼に育てられ、その教育によりハシバネとしては1、2を争う実務者となった。ハシバネとして力は平均よりも強く知能も高いが、その精神は脆弱で臆病。
天条 タカヤ（てんじょう たかや）
天条ミコ・レイコの実弟で『生命』の依坐。依坐としては庵堂を師とし、またナナミの最初の指導者でもあった。庵堂とミコのことをほほえましく思っておりその関係が末永く続くことを願っていたが、5年前ミコが封印されたことによりその決定を下したレイコや、ミコを見放した庵堂を憎んだ。また当然のごとくその決定を受け入れた天総社そのものにも疑問を感じて出奔。自ら天総社に敵対する組織『ヒルコガミ』を創り盟主となった。
スサノオ
『生命』の天魂。自ら触れた生命体の活動を自在に操る能力を持つ。性格は仁義を重んじる武人のよう。こと屋外の戦闘に関しては最強の部類に入る。三貴神の一柱。日本神話の神「素盞嗚尊」に関連付けられる。
足（ソク）
走ることになによりの悦びを見出す人鬼。元は人間でありまつろわぬものとは一線を画すが、頭に3本の角や3本爪の足などおよそ人間ともかけ離れた身体をもつ。『ヒルコガミ』に属しており、盟主であるタカヤと連携してハシバネの反乱を裏であやつっていた。
祝部（はふりべ）
『具生』の妖怪である座敷童子。あどけない少女の姿をしているが、その口調は老練で400年以上生きている。自らの領域として無限に続く座敷の異界『座敷楼』をもつ。『ヒルコガミ』に匿ってくれたタカヤのことを想っている。

## 用語解説
- 天総社（あまつかさやしろ）

天魂碑の管理をしている機関。もとは正統な神社だった。御座台の中でのみ強い影響力を持つ。
- 天魂（まがたま）

『自然の意思』 意思ある自然であるがゆえに、意思なき自然を支配することができる、神と称される存在。
- 依坐（よりまし）

天魂に憑かれし者。
- まつろわぬもの

危険な妖怪の総称。ナナミが言うには、｢海で出会ったホオジロザメぐらい危険｣。古語で『従わないもの』という意味。
- ハシバネ

昔、どこからか来たカラステングの集団。当代の『大気』の依坐によって調伏された。
- ヒルコガミ

天条タカヤ率いる、天総社への敵対組織。現時点では未だ不明な点が多い。タカヤの他に、迅（ジン…三巻の時点で未登場）、ソク、祝部、白檀などが所属を確認されている。

## 既刊一覧
- 鈴木鈴（著）・片瀬優（イラスト）、メディアワークス〈電撃文庫〉、既刊3巻（2006年8月10日現在）
  - 『サンダーガール!』、2005年7月10日発売[1]、ISBN 4-8402-3083-8
  - 『サンダーガール!2 牙ノ鳥』、2006年3月10日発売[2]、ISBN 4-8402-3346-2
  - 『サンダーガール!3 闇ノ宮』、2006年8月10日発売[3]、ISBN 4-8402-3521-X